# Stilobezzia glauca
Stilobezzia glauca är en tvåvingeart som beskrevs av John William Scott Macfie 1939. Stilobezzia glauca ingår i släktet Stilobezzia och familjen svidknott. Inga underarter finns listade i Catalogue of Life.